# Mumbai
Mumbai ( मुम्बई, od Mumbadevi, imena jedne lokalne božice, do 1995. Bombay बम्बई) glavni grad države Maharashtra u Indiji i najveća luka na Arapskom moru i indijskom potkontinentu. Grad (bez pojasa predgrađa) ima 12.883.654 stanovnika, dok s predgrađima i sjevernim dijelovima ima 19.994.372 stanovnika i čini šestu po veličini gradsku aglomeraciju na svijetu (sve stanje s 1. siječnjem 2006.) 
Grad leži na istoimenom otoku pred zapadnom obalom Indije. Moderni razvoj grada počinje tek u prvoj polovini 19. stoljeća, kada Bombay postaje sjedište indijske trgovine. U vrhu zaljeva Back Bay podignut je uz staru hinduističku jezgru niz monumentalnih zgrada (ističe se željeznička stanica Victoria). Otmjene stambene četvrti na poluotocima Kobala i Malabar stopile su se duž obala zaljeva u impozantnu cjelinu. Kulturno središte sa sveučilištem (od 1857.), knjižnicama, muzejima, nizom hramova, poznatom "kulom šutnje" (groblje bogatih Parsa) i drugi. Važan centar pamučne industrije, proizvodnja vune, svile i automobila; metalna, kemijska, drvna, kožna i prehrambena industrija; prerada nafte; filmska industrija (70 % indijske proizvodnje) i tiskara (sjedište The Times of India). Na susjednom otoku Trombay izgrađen je prvi nuklearni reaktor u Indiji. Moderno uređena luka povezuje Bombay ("vrata Indije", naziv za grad i za monumentalnu građevinu kroz koju se iz luke ulazi u grad) i Indiju sa zapadnim svijetom. Izvozi se pamuk, sjemeno ulje, riža, pšenica, manganova ruda; uvozi tekstil i željezo, čelik, strojeve, ugljen. Željezničkim prugama i cestama Bombay je spojen s dalekim zaleđem, a glavni kolodvor, Chhatrapati Shivaji Terminus, je od 2004. godine uvršten u UNESCOv popis mjesta svjetske baštine u Aziji i Oceaniji. Važno čvorište međunarodnih zrakoplovnih linija.

## Povijest
U portugalskoj vlasti je od 1534. Od 1661. pod upravom engleske Istočnoindijske kompanije. Od 1708. sjedište britanske uprave u Indiji. Brzo se razvija poslije otvaranja Sueskog kanala (1869.). Tu je 1908. došlo do prvog velikog radničkog štrajka u Indiji, koji je vojska ugušila u krvi. U oslobođenoj Indiji od 1947. sjedište provincije, a od 1956. federalne države Bombay. 1960. Bombay je postao glavni grad države Maharashtra.

## Vanjske poveznice
- Službena stranica

### Ostali projekti
|  | Zajednički poslužitelj ima stranicu o temi Mumbai |